# Islamofobie

Termenul de islamofobie este definit ca un fenomen de prejudecată împotriva musulmanilor, care se manifestă în general prin atitudini dezaprobatoare, violență, discriminare, sau aplicarea de stereotipuri, multe dintre ele întreținute (involuntar sau nu) de mass-media. Deși termenul datează din anii '80, totuși răspândirea islamofobiei a căpătat o răspândire extraordinară în urma atacurilor teroriste de la 11 septembrie 2001.

## Etimologia cuvântului
Termenul de islamofobie este un neologism, format din  numele religiei monoteiste „islam” și sufixul grecesc (sufixoidul) „fobie” (phobos = frica, ură față de ceva). O definiție simplistă a termenului ar fi, așadar, o ură sau frică față de islam, frică ce poate fi înțeleasă ca o preconcepție sau prejudecată la adresa religiei musulmane, dar și a musulmanilor în sine.
Termenul de „islamofobie” a fost folosit pentru prima dată într-o lucrare în limba franceză, publicată de Alain Quellien în 1910 („islamophobie”), iar ulterior a început să circule și în limba engleză sub forma de „islamophobia”.  Publicarea  raportului Runnymede în 1997 în Marea Britanie a dus la o popularizare a termenului, însă fenomenul a luat amploare mai ales în urma atentatelor teroriste de la New York și Pentagon din 11 septembrie 2001, dar și în urma unor atacuri teroriste în câteva țări europene (Franța, Marea Britanie, Spania, Belgia).
Termenul de islamofobie a fost tradus în limba arabă ca „ruhāb al-islām” (ar: رهاب الاسلام) (=frică față de islam) sau „'islāmūfūbyā” (ar: إسلاموفوبيا) (=islamofobie).

## Înțelegerea conceptului
Islamofobia ca fenomen este o formă de discriminare, similară xenofobiei, antisemitismului sau antițigănismului.
Termenul de islamofobie este controversat din cauza lipsei unei definiții general acceptate, însă este adesea folosit ca un termen-umbrelă pentru a desemna discriminare pe bază religioasă, ostilitate față de islam și de adepții acestei religii, ură, frică, preconcepții la adresa musulmanilor. Islamofobia se manifestă mai ales sub forma excluderii economice, sociale, politice, dar și prin lipsa integrării în comunitate a musulmanilor, sau chiar respingerea lor.  
Conform raportului Runnymede, „termenul de islamofobie a fost creat pentru a numi fenomenul crescând al prejudecății împotriva musulmanilor, fenomen ce a luat amploare în ultimele decenii, mai ales după 11 septembrie 2001”.  
În articolul „Defining and Researching Islamophobia”, Erik Bleich punctează faptul că „islamofobia a evoluat în ultimii ani de la un concept predominant politic către o tendință de folosire a termenului în scopuri analitice, pentru a stabili istoricul, dimensiunea, intensitatea, cauzele dar și consecințele manifestării sentimentelor anti-musulmane și anti-islamice”. Conform  lui, „islamofobia a devenit un concept în cadrul științelor sociale; cu toate acestea, nu există o definiție general acceptată a termenului. De aceea, nu se pot efectua studii comparative a evoluției fenomenului în cadrul unor societăți și timpuri diferite, și nici nu se pot compara nivelurile pe care se manifestă islamofobia, așa cum au fost studiate alte tipuri de discriminare, cum ar fi anti-semitismul, rasismul sau xenofobia”. În același articol, Bleich menționează faptul că „termenul a fost criticat pentru că presupune o frică față de islam când, de fapt, adevărata problemă este crearea de stereotipuri la adresa musulmanilor.  El sugerează o cheie de înțelegere a termenului ca fiind un cumul de emoții și atitudini negative îndreptate împotriva musulmanilor: aversiune, invidie, suspiciune, anxietate, respingere, dezgust, teamă, furie și ostilitate. Toate aceste sentimente pot constitui islamofobia ca fenomen”

Jocelyne Cesari, în introducerea volumului „Muslims in Western Europe after 9/11: Why the term Islamophobia is more a predicament than an explanation” susține că „termenul de islamofobie este contestat din cauza utilizării greșite în contexte variate, ce pornesc de la xenofobie și ajung până la anti-terorism”.  De altfel, „în Europa, islamofobia se suprapune altor feluri de discriminare, devenind parte dintr-un fenomen  mai larg ce include xenofobia, politici anti-imigrare și discursuri politice, respingerea diferențelor culturale și măsuri luate pentru combaterea terorismului. Pe lângă sentimentele anti-musulmane, alți factori ce determină discriminarea în Europa țin de politicile referitoare la minoritățile etnice și la politicile anti-teroriste. Discriminarea se manifestă prin abuzuri fizice, discursuri politice și prin mass-media, dar și prin îngreunarea practicilor religioase”.

## Începuturile și evoluția fenomenului
Islamofobia, ca orice alta forma de discriminare, nu este un fenomen nou. Prejudecățile sau sentimentele de teamă resimțite față de musulmani au început să apară odată cu expansiunea Islamului în Europa. Așadar, începuturile sentimentelor islamofobe sau anti-musulmane sunt strâns legate de cuceririle arabe din Peninsula Iberica, din sec XVIII.  Așa cum explică Tomaz Mastnak, „felul în care creștinii îi vedeau pe musulmani a început să se schimbe pe la mijlocul sec XIX, iar un episod relevant este acela al martirilor din Cordoba. Aversiunea față de islam a fost potențată ulterior de Papa Ioan al VIII-lea, „care a popularizat o atitudine ostilă față de musulmani, după ce aceștia au început să stabilească alianțe cu creștinii din sudul Italiei.”
Însă momentul de cotitură în relațiile creștino-musulmane este reprezentat de Prima cruciadă, din 1095, inițiată de Papa Urban al II-lea, după cum susține Mastnak: „Într-un moment istoric în care musulmanii nu constituiau o amenințare serioasă pentru creștinătate, au devenit inamicii acesteia. Ei reprezentau personificarea răului și religia Anticristului. Imaginea musulmanului ca dușman trebuie să fi fost răspunsul tulburărilor interne din creștinism: împotriva inamicului musulman, creștinii se puteau uni. Eforturile lor împăciuitoare de peste un secol puteau acum fi fructificate într-un război divin împotriva musulmanilor”.
O aversiune mai potențată s-a conturat odată cu expansiunea Imperiului Otoman, mai ales după căderea Constantinopolului din 1453. Acest moment este semnificativ, deoarece „europenii au conștientizat amenințarea la adresa integrității geografice a Europei, culturii ei comune, libertății, religiei și stilului de viață”. Astfel s-a propagat nevoia de „a-i alunga pe turcii musulmani din Europa, idee îmbrățișată nu doar de intelectuali și clerici sau lideri seculari, ci și de restul oamenilor, care au susținut și finanțat cruciadele”.   

## Consecințele islamofobiei
Islamofobia, ca fenomen ce se manifestă prin violență, ostilitate sau discriminare față de musulmani, a luat amploare în secolul XXI.  
În urma atentatelor din 11 septembrie 2001, „fiecare țară din Uniunea Europeană a introdus reforme în ceea ce privește obținerea cetățeniei, a reorganizat politicile de integrare și a restrâns legile de imigrare astfel încât cetățenii și rezidenții pe termen lung să nu-și poată reîntregi familia atât de ușor”. O altă consecință a fost aceea că „statele europene au fost nevoite să înființeze entități legale și administrative pentru a colecta informații despre musulmani nu pentru că ar fi fost teroriști, ci prin simpla afiliere religioasă. De altfel, „după 11 septembrie, Occidentul a început să se concentreze pe nedreptățile îndurate de femei. Crimele de onoare au devenit exemplele concrete pentru natura problematică a Islamului și pentru felul în care femeile sunt tratate.”
Ellis Cashmore, în introducerea volumului „Encyclopedia of Race and Ethnic Studies”, marchează trecerea bruscă survenită după evenimentele din 2001: „Aparent, islamofobia însemna groază sau dezgust față de tot ce ține de islam, deși, în realitate devenise un subterfugiu pentru orice fel de rasism: a expus partea neagră a Americii și Marii Britanii. Rasiștii au profanat moschei și i-au agresat nu doar pe cei pe care-i credeau musulmani, ci chiar și pe cei care aveau legături îndepărtate cu musulmanii”. în același volum,  Michael Banton susține că o consecință a atentatelor a fost „o reacție difuză îndreptată nu numai împotriva musulmanilor, ci împotriva oricui era considerat a avea o legătură oricât de îndepărtată cu Islamul (au fost atacate temple hinduse, precum și mulți oameni de diverse religii). În absența unui rasism evident arătat de islamofobi, se poate spune că acțiunile lor erau echivalente cu acțiuni rasiste”.  Elizabeth Poole afirmă că „mass-media a început să fie considerată că instigă la islamofobie. Rolul său de a iniția discuții  a dus la demonizarea Islamului, transformându-l într-o amenințare la adresa intereselor Occidentului”. 
Conform Raportului Runnymede, o consecință a sentimentelor islamofobe este aceea că musulmanii sunt excluși parțial din viața socială: „islamofobia împiedică o implicare totală a musulmanilor în dezbaterile morale din societate, și îi împiedică să-și exprime opiniile care „ar rezona” în țară”. Mai mult decât atât, o altă concluzie la care a ajuns raportul Runnymede este aceea că islamofobia previne orice dialog între musulmani și non-musulmani, dar și schimburile culturale și de idei: „islamofobia împiedică dezvoltarea unei societăți drepte, caracterizată de incluziune socială și diversitate culturală. Din cauza islamofobiei, multe voci din cadrul comunităților musulmane nu se pot face auzite, iar o consecință a acestui aspect este faptul că mulți tineri își pierd treptat încrederea în ei și în familie, de aceea ajung să fie recrutați de grupuri extremiste. De altfel, islamofobia împiedică o cooperare între musulmani și non-musulmani în ceea ce privește rezolvarea problemelor comune, de exemplu a problemelor legate de pauperitatea urbană și de lipsuri. Totodată, îi împiedică pe non-musulmani să aprecieze și sa beneficieze de pe urma patrimoniului cultural, artistic și intelectual islamic, precum și de pe urma învățăturilor morale. În aceeași măsură, îi determină pe musulmani să nu aprecieze realizările culturale din lumea non-islamică”.  
Islamofobia se poate manifesta și prin aresturi nefondate, așa cum punctează Mirna Liguori: „Lupta contra „terorismului islamic” si ostilitatea față de musulmani a creat și continuă să creeze numeroase cazuri de imigranți musulmani acuzați și arestați pe baza unor simple suspiciuni, amplificate prin mass-media”.    

## Combaterea islamofobiei
Potrivit lui Abdullah A. Al-Arian, o strategie de combatere a islamofobiei în Statele Unite ale Americii a constat în organizarea unor campanii de educare a americanilor cu privire la islam și musulmani: „Tragedia de la 11 septembrie a avut ca rezultat creșterea interesului față de Islam în Statele Unite, oferind minorității musulmane ocazia de a îndepărta stereotipurile pre-existente și de a acționa ca reprezentanți ai comunității lor, în cadrul societății extinse. În încercarea de combatere a tendințelor din ce în ce mai islamofobe de după 11 septembrie, s-au organizat campanii de educare a americanilor, în ceea ce privește Islamul și musulmanii”.
Cât despre combaterea islamofobiei în Europa, Alexandre Caeiro susține că „au existat încercări de a scoate <<islamofobia>> în afara legii". În Franța, Conseil français du culte musulman a lansat o petiție, în urma controverselor stârnite de publicarea unor caricaturi. Khalid Merroun a explicat nevoia adoptării unei legi împotriva islamofobiei, legând-o de practicile mass-mediei de a face asocieri între începutul postului Ramadan și crimele comise de GIA sau de numirea musulmanilor „fous de Dieu” .